# Eriocaulon catopsioides
Eriocaulon catopsioides är en gräsväxtart som beskrevs av Sylvia Mabel Phillips. Eriocaulon catopsioides ingår i släktet Eriocaulon och familjen Eriocaulaceae.
Artens utbredningsområde är Sri Lanka. Inga underarter finns listade i Catalogue of Life.